# نیه‌هولت پاده
نیژهولت پد (به هلندی: Nijeholtpade) یک منطقهٔ مسکونی در هلند است که در وست‌استلینگ‌ورف واقع شده‌است. نیژهولت پد ۴۸۵ نفر جمعیت دارد.